# Ruska košarkaška reprezentacija
Ruska košarkaška reprezentacija predstavlja Rusiju na međunarodnim natjecanjima. Pod vodstvom je Ruskog košarkaškog saveza. Ruska košarkaška reprezentacija nastupa od 1993. godine, kada se osamostalila od Sovjetskog Saveza. Kao samostalna država osvojili dvije srebrne medalje na Svjetskim prvenstvima, dok su na Europskim prvenstvima osvajali sva tri odličja. Na Olimpijskim igrama zabilježili su dva nastupa bez većih uspjeha. 

## Plasmani na velikim natjecanjima
| Godina   | Olimpijske igre | Svjetska prvenstva | Europska prvenstva |
| kao SSSR | kao SSSR        | kao SSSR           | kao SSSR           |
| -------- | --------------- | ------------------ | ------------------ |
| 1993.    |                 |                    | srebro             |
| 1994.    |                 | srebro             |                    |
| 1995.    |                 |                    | 7.                 |
| 1996.    | bez nastupa     |                    |                    |
| 1997.    |                 |                    | bronca             |
| 1998.    |                 | srebro             |                    |
| 1999.    |                 |                    | 6.                 |
| 2000.    | 8.              |                    |                    |
| 2001.    |                 |                    | 5.                 |
| 2002.    |                 | 10.                |                    |
| 2003.    |                 |                    | 8.                 |
| 2004.    | bez nastupa     |                    |                    |
| 2005.    |                 |                    | 8.                 |
| 2006.    |                 | bez nastupa        |                    |
| 2007.    |                 |                    | zlato              |
| 2008.    | 9.              |                    |                    |
| 2009.    |                 |                    | 7.                 |

## Momčad
Svjetsko prvenstvo u košarci – Turska 2010.
| Ime i prezime     | Klub                    |
| ----------------- | ----------------------- |
| Sergej Bikov      | CSKA Moskva             |
| Vitali Fridzon    | Himki                   |
| Dmitrij Kvostov   | Dinamo Moskva           |
| Evgeni Kolešnikov | Spartak Sankt Peterburg |
| Anton Ponkrašov   | CSKA Moskva             |
| Evgeni Voronov    | CSK VVS Samara          |
| Viktor Krijapa    | CSKA Moskva             |
| Sergej Monja      | Himki                   |
| Andrej Voroncevič | CSKA Moskva             |
| Aleksej Žukanenko | Dinamo Moskva           |
| Aleksander Kaun   | CSKA Moskva             |
| Timofeij Mozgov   | New York Knicks         |
| David Blatt       |                         |

## Pozicije u reprezentaciji
| Poz. | Petorka         | Klupa             | Klupa           | Rezerve | Neaktivni      |
| ---- | --------------- | ----------------- | --------------- | ------- | -------------- |
| C    | Timofej Mozgov  | Dmitrij Sokolov   |                 |         | Alexander Kaun |
| PF   | Kelly McCarty   | Andrej Voroncevič | Fedor Dimitriev |         | Viktor Hrjapa  |
| SF   | Sergej Monja    | Nikita Kurbanov   |                 |         |                |
| SG   | Vitalij Fridzon | Egor Vjalcev      | Aleksej Zozulin |         |                |
| PG   | Sergej Bikov    | Anton Ponkrašov   |                 |         |                |

## Poznati igrači
- Jon Robert Holden
- Andrej Kiriljenko
- Viktor Hrjapa
- Dmitrij Domani

## Vanjske poveznice
- Službena stranica Ruske košarkaške reprezentacije  Arhivirana inačica izvorne stranice od 23. kolovoza 2009. (Wayback Machine) na FIBA.com

| Međunarodna košarka | Međunarodna košarka |
| --- | ------------------- |
| |                     |
| FIBA \| Olimpijske igre \| Svjetsko prvenstvo \| FIBA-ina ljestvica Afrika: FIBA Afrika – Afričko prvenstvo Amerika: FIBA Amerika – Američko prvenstvo Azija: FIBA Azija - Azijsko prvenstvo Europa: FIBA Europa – Europsko prvenstvo Oceanija: FIBA Oceanija – Oceanijsko prvenstvo |                     |

| Međunarodna košarka | Međunarodna košarka |
| --- | ------------------- |
| |                     |
| FIBA \| Olimpijske igre \| Svjetsko prvenstvo \| FIBA-ina ljestvica Afrika: FIBA Afrika – Afričko prvenstvo Amerika: FIBA Amerika – Američko prvenstvo Azija: FIBA Azija - Azijsko prvenstvo Europa: FIBA Europa – Europsko prvenstvo Oceanija: FIBA Oceanija – Oceanijsko prvenstvo |                     |

| Europske košarkaške reprezentacije (FIBA Europa) | Europske košarkaške reprezentacije (FIBA Europa) |
| --- | ------------------------------------------------ |
| |                                                  |
| Albanija • Andora • Armenija • Austrija • Azerbejdžan • Belgija • Bjelorusija • BiH • Bugarska • Cipar • Crna Gora • Češka • Danska • Estonija • Finska • Francuska • Gibraltar • Grčka • Gruzija • Hrvatska • Irska • Island • Italija • Izrael • Kosovo • Latvija • Litva • Luksemburg • Mađarska • Makedonija • Malta • Moldova • Monako • Nizozemska • Norveška • Njemačka • Poljska • Portugal • Rumunjska • Rusija • San Marino • Srbija • Slovačka • Slovenija • Španjolska • Švedska • Švicarska • Turska • Ukrajina • Velika Britanija |                                                  |
| |                                                  |
| Bivše države Čehoslovačka • Jugoslavija • DR Njemačka • Srbija i Crna Gora • SSSR • ZND |                                                  |
| Bivše države |                                                  |
| |                                                  |
| Čehoslovačka • Jugoslavija • DR Njemačka • Srbija i Crna Gora • SSSR • ZND |                                                  |

| Bivše države                                                               |
|                                                                            |
| Čehoslovačka • Jugoslavija • DR Njemačka • Srbija i Crna Gora • SSSR • ZND |

| Europske košarkaške reprezentacije (FIBA Europa) | Europske košarkaške reprezentacije (FIBA Europa) |
| --- | ------------------------------------------------ |
| |                                                  |
| Albanija • Andora • Armenija • Austrija • Azerbejdžan • Belgija • Bjelorusija • BiH • Bugarska • Cipar • Crna Gora • Češka • Danska • Estonija • Finska • Francuska • Gibraltar • Grčka • Gruzija • Hrvatska • Irska • Island • Italija • Izrael • Kosovo • Latvija • Litva • Luksemburg • Mađarska • Makedonija • Malta • Moldova • Monako • Nizozemska • Norveška • Njemačka • Poljska • Portugal • Rumunjska • Rusija • San Marino • Srbija • Slovačka • Slovenija • Španjolska • Švedska • Švicarska • Turska • Ukrajina • Velika Britanija |                                                  |
| |                                                  |
| Bivše države Čehoslovačka • Jugoslavija • DR Njemačka • Srbija i Crna Gora • SSSR • ZND |                                                  |
| Bivše države |                                                  |
| |                                                  |
| Čehoslovačka • Jugoslavija • DR Njemačka • Srbija i Crna Gora • SSSR • ZND |                                                  |

| Bivše države                                                               |
|                                                                            |
| Čehoslovačka • Jugoslavija • DR Njemačka • Srbija i Crna Gora • SSSR • ZND |